# El Gawafel Sportives de Gafsa
El Gawafel Sportives de Gafsa is een Tunesische voetbalclub uit Gafsa. Sinds het seizoen 2023-2024 speelt de club in 1ste klasse.
AS Gabès · AS Soliman · Club Africain · CA Bizertin · CS Sfaxien · ES Gafsa · Espérance Tunis · Espérance Zarzis · ES Métlaoui · Étoile Sahel · JS El Omrane · Olympique Béja · Stade Tunisien · US Ben Guerdane · US Monastir · US Tataouine